# Schulz und Schulz Architekten
Schulz und Schulz Architekten ist ein von den deutschen Architekten Ansgar und Benedikt Schulz geführtes Architekturbüro in Leipzig.

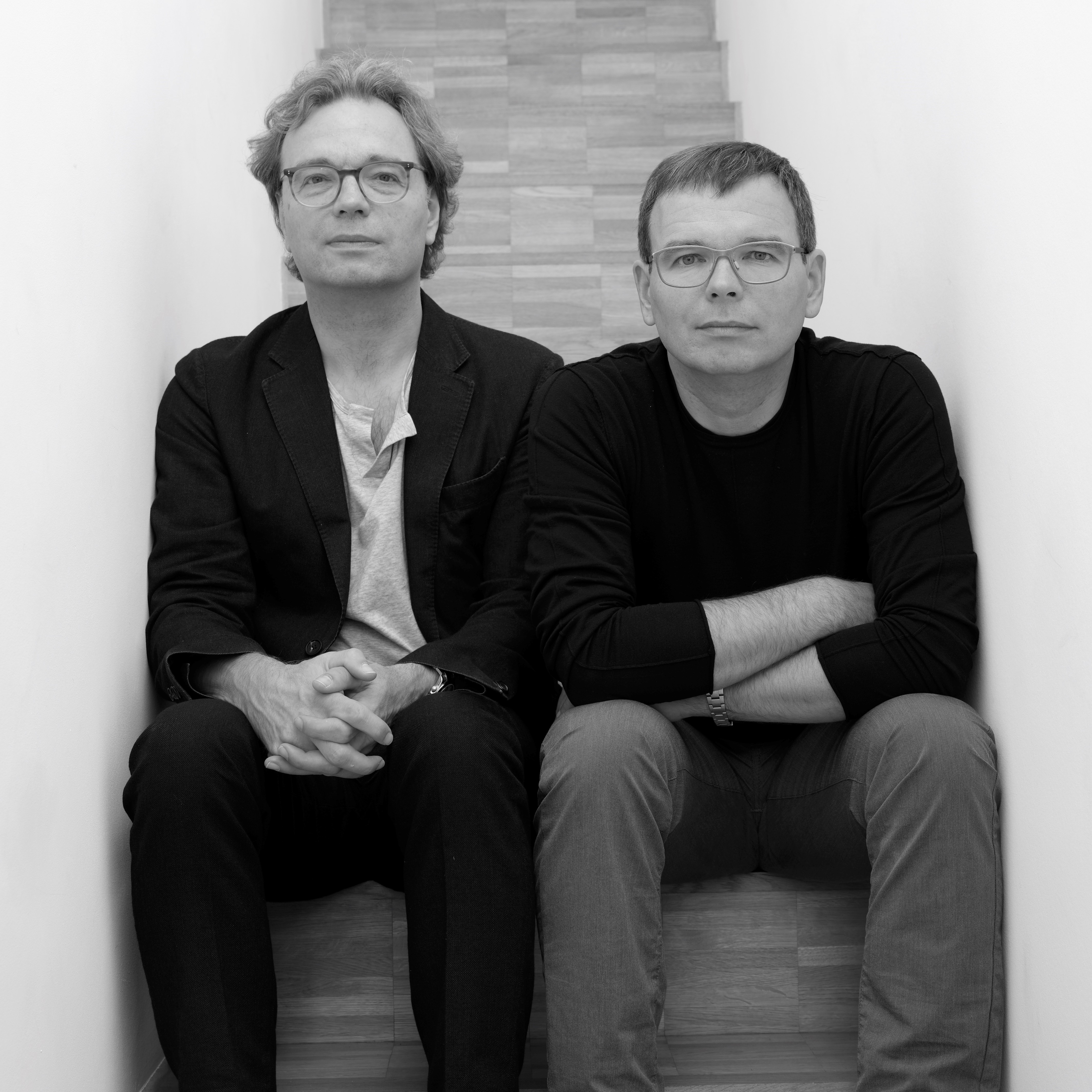
Ansgar und Benedikt Schulz

## Leben
Ansgar Schulz (* 18. März 1966 in Witten) studierte von 1985 bis 1992 Architektur an der RWTH Aachen und der Polytechnischen Universität Madrid. Seit 1994 ist er Mitglied der Architektenkammer Sachsen. 2002 wurde er Mitglied im Bund Deutscher Architektinnen und Architekten, dessen Landesvorstand Sachsen er von 2004 bis 2009 angehörte. In den Deutschen Werkbund Berlin DWB wurde er 2015 berufen; in den Konvent der Bundesstiftung Baukultur in den Jahren 2010, 2016, 2018, 2020 und 2022. Seit 2016 ist er Mitglied im wissenschaftlichen Beirat des Deutschen Instituts für Stadtbaukunst. Von 2017 bis 2022 war er Mitglied des Berliner Baukollegiums.
Benedikt Schulz (* 27. Dezember 1968 in Witten) studierte von 1988 bis 1994 Architektur an der RWTH Aachen und der Universidad Católica de Asunción in Paraguay. 1995 bis 1996 war er Wissenschaftlicher Assistent an der RWTH Aachen. Benedikt Schulz ist seit 1996 Mitglied der Architektenkammer Sachsen. Er wurde 2002 in den Bund Deutscher Architekten und 2010 an die Sächsische Akademie der Künste berufen, 2015 in den Deutschen Werkbund Berlin DWB. Seit 2016 ist auch er Mitglied im wissenschaftlichen Beirat des Deutschen Instituts für Stadtbaukunst.
Ansgar und Benedikt Schulz lehrten von 2002 bis 2004 an der Technischen Universität Karlsruhe. Von 2010 bis 2018 forschten und lehrten sie als Professoren an der Technischen Universität Dortmund und leiteten dort gemeinsam den Lehrstuhl Baukonstruktion an der Fakultät Architektur und Bauingenieurwesen. Seit 2018 sind sie Professoren für Entwerfen und Konstruieren an der Architekturfakultät der Technischen Universität Dresden. 2022 waren Ansgar und Benedikt Schulz Gastprofessoren an der Universidad de Buenos Aires. 

## Architekturbüro
Die Brüder Ansgar und Benedikt Schulz gründeten das Büro Schulz und Schulz Architekten GmbH im Jahr 1992. Angeregt durch die Arbeit am Realisierungswettbewerb zur Umgestaltung des Leipziger Hauptbahnhofs – für den Ansgar und Benedikt Schulz 1994 den 2. Preis erhielten – entschlossen sich die Architekten in Leipzig zu arbeiten. Schwerpunkt der Arbeit sind öffentliche Bauten im Bereich Bildung, Forschung und Kultur, wofür sie internationale Beachtung erreichten und vielfach ausgezeichnet wurden, u. a. mit dem europäischen Balthasar Neumann Preis und dem International Prize for Sacred Architecture. Die von ihnen entworfene Propsteikirche St. Trinitatis wurde auf dem World Architecture Festival WAF 2016 zum „Religious Building of the Year“ gekürt, sie erhielten mehrere BDA-Preise. Als Ehrenpreis für ihr architektonisches Gesamtwerk und für ihre Verdienste um die Baukultur erhielten sie 2018 den Großen DAI Preis für Baukultur.
Die Brüder Ansgar und Benedikt Schulz sind regelmäßig Jurymitglieder bei Architektenwettbewerben, Planungsgutachten und Architekturpreisen. Oft werden sie zu Gastkritiken und Gastvorträgen an Hochschulen, Universitäten und Kongressen eingeladen. Mehrfach wurden Ansgar und Benedikt Schulz in Gestaltungsbeiräte berufen. Dort beraten sie als Experten die jeweiligen Gremien in Fragen der Stadtgestaltung und des Stadtbildes. Das Büro beschäftigt 35 Mitarbeiter.
Aktuelle Projekte sind u. a. der Neubau der Deutschen Botschaft in Wien, die Erweiterung des Landtags NRW in Düsseldorf, der Neubau einer Grund- und Mittelschule mit Sport- und Schwimmhalle in München sowie die Erweiterung, der Umbau und die Sanierung des Himbeerpalasts der FAU Erlangen-Nürnberg.

## Bauten und Projekte (Auswahl)

### In Leipzig
- 2022–2026: Forschungsbau Global Hub Universität Leipzig
- 2020–2025: Technisches Zentrum Heiterblick der Leipziger Verkehrsbetriebe, Betriebswerkstatt
- 2020–2023: Gymnasium mit zwei 3-Feld-Sporthallen, Prager Spitze Leipzig
- 2019–2021: Technisches Zentrum Heiterblick der Leipziger Verkehrsbetriebe, Abstellhalle
- 2016–2020: Grundschule mit zwei Schulsporthallen, Jablonowskistraße/Brüderstraße
- 2013–2020: Technikum im Deutschen Biomasseforschungszentrum, Torgauer Straße 116
- 2013–2017: Laborgebäude des Leibniz-Instituts für Troposphärenforschung, Permoser Straße 15
- 2011–2015: Propsteikirche St. Trinitatis, Nonnenmühlgasse 2
- 2010–2014: Trias-Hochhaus, Martin-Luther-Ring 12/Markgrafenstraße 7
- 2003–2012: Technisches Zentrum Heiterblick der Leipziger Verkehrsbetriebe, Teslastraße 2
- 2009–2011: Sporthalle der Franz-Mehring-Schule, Gletschersteinstraße 9
- 2009–2010: Rechen- und Logistikzentrum des Leibniz-Instituts für Troposphärenforschung, Permoserstraße 15
- 2004–2009: Sonderlabore der Universität Leipzig, Stephanstraße 24
- 2003–2005: Wolkenlabor des Leibniz-Instituts für Troposphärenforschung, Permoserstraße 15
- 2000–2003: Sporthalle der Neuen Nikolaischule, Schönbachstraße 17
- 1999–2001: Zentraler Betriebshof der Stadtreinigung, Geithainer Straße 60
- 1999–2000: Sanierung des Turms der Bethanienkirche, Stieglitzstraße 42

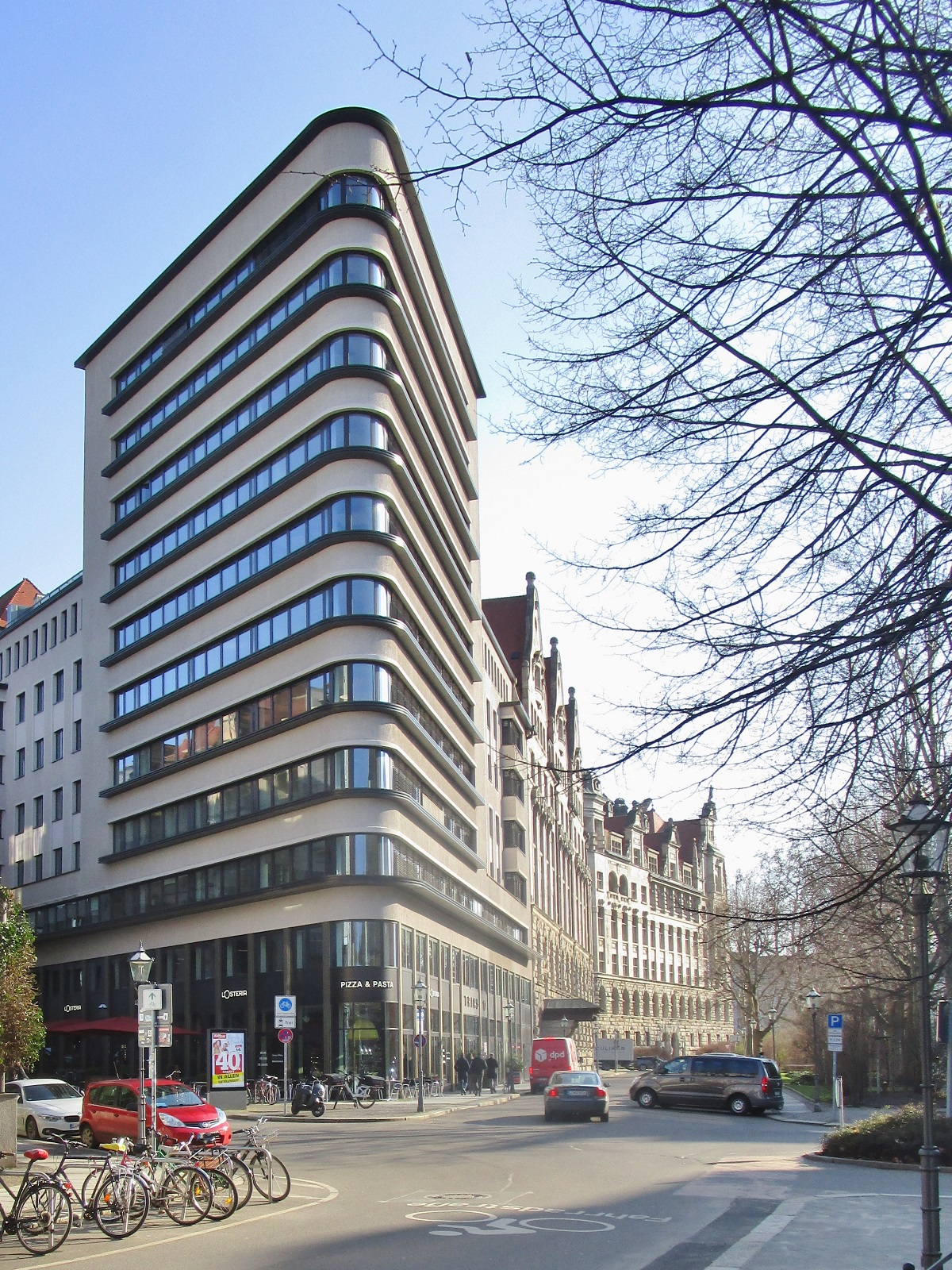
Trias-Hochhaus in Leipzig
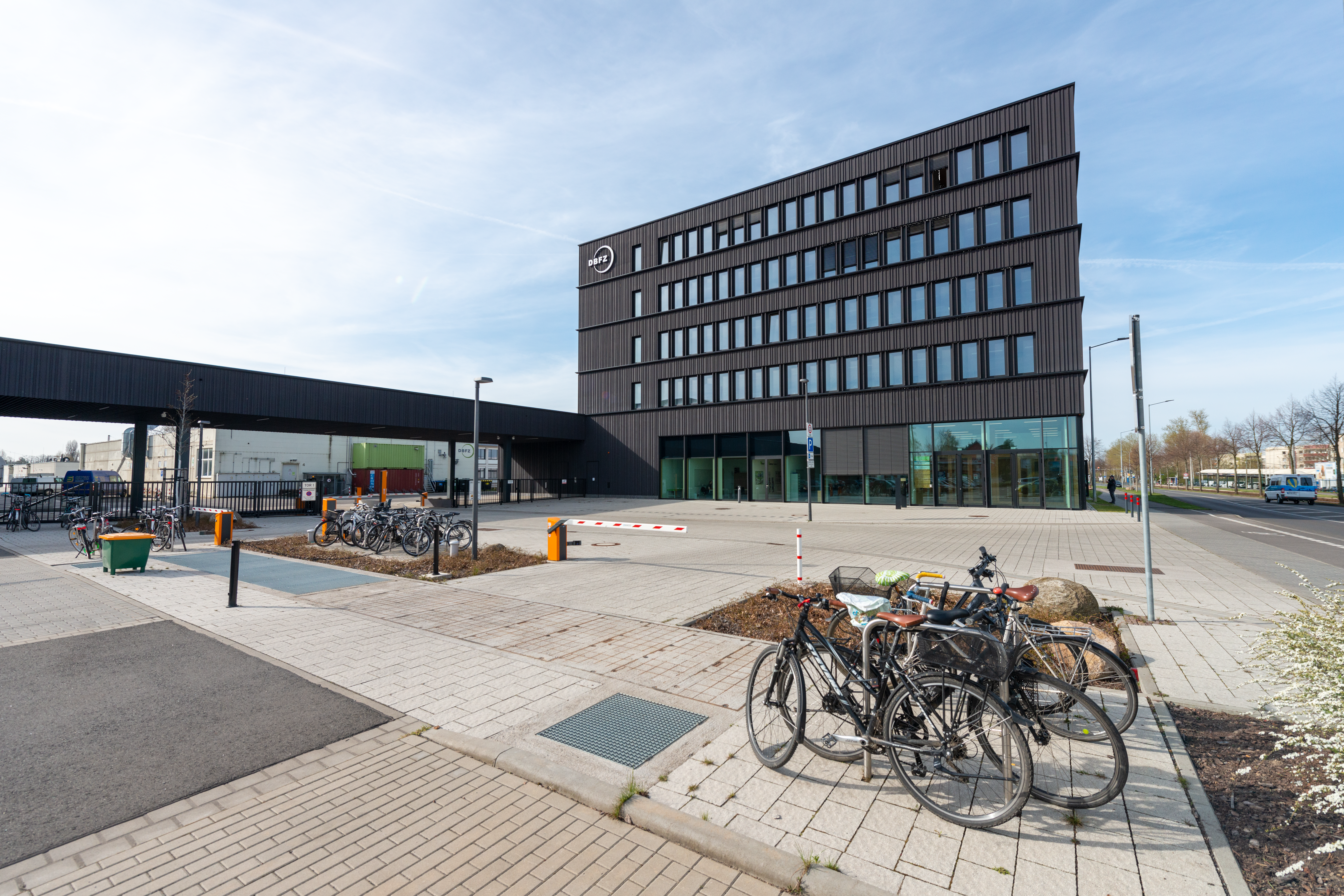
Büro- und Veranstaltungsgebäude des DBFZ in Leipzig
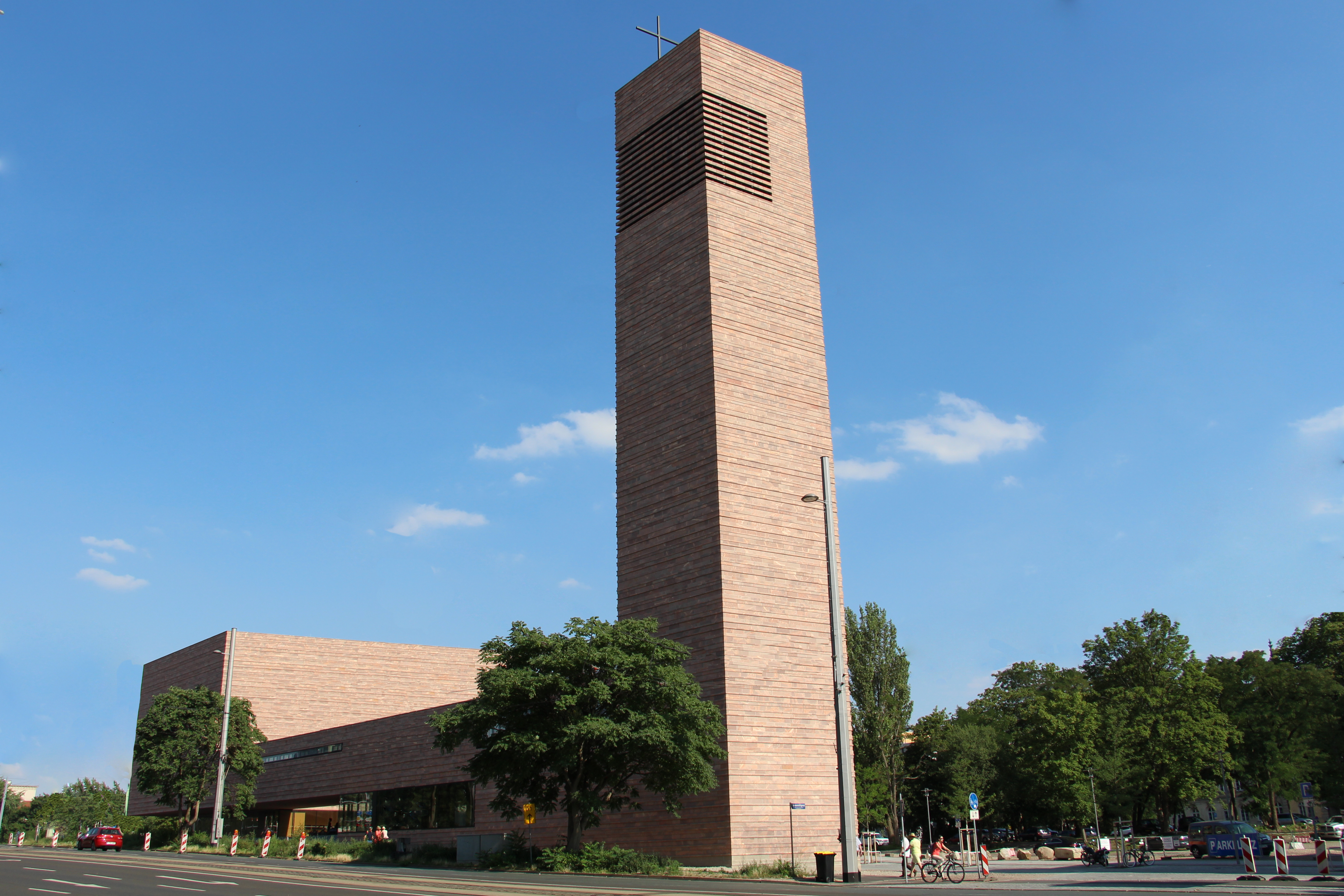
Kath. Propstei St. Trinitatis in Leipzig
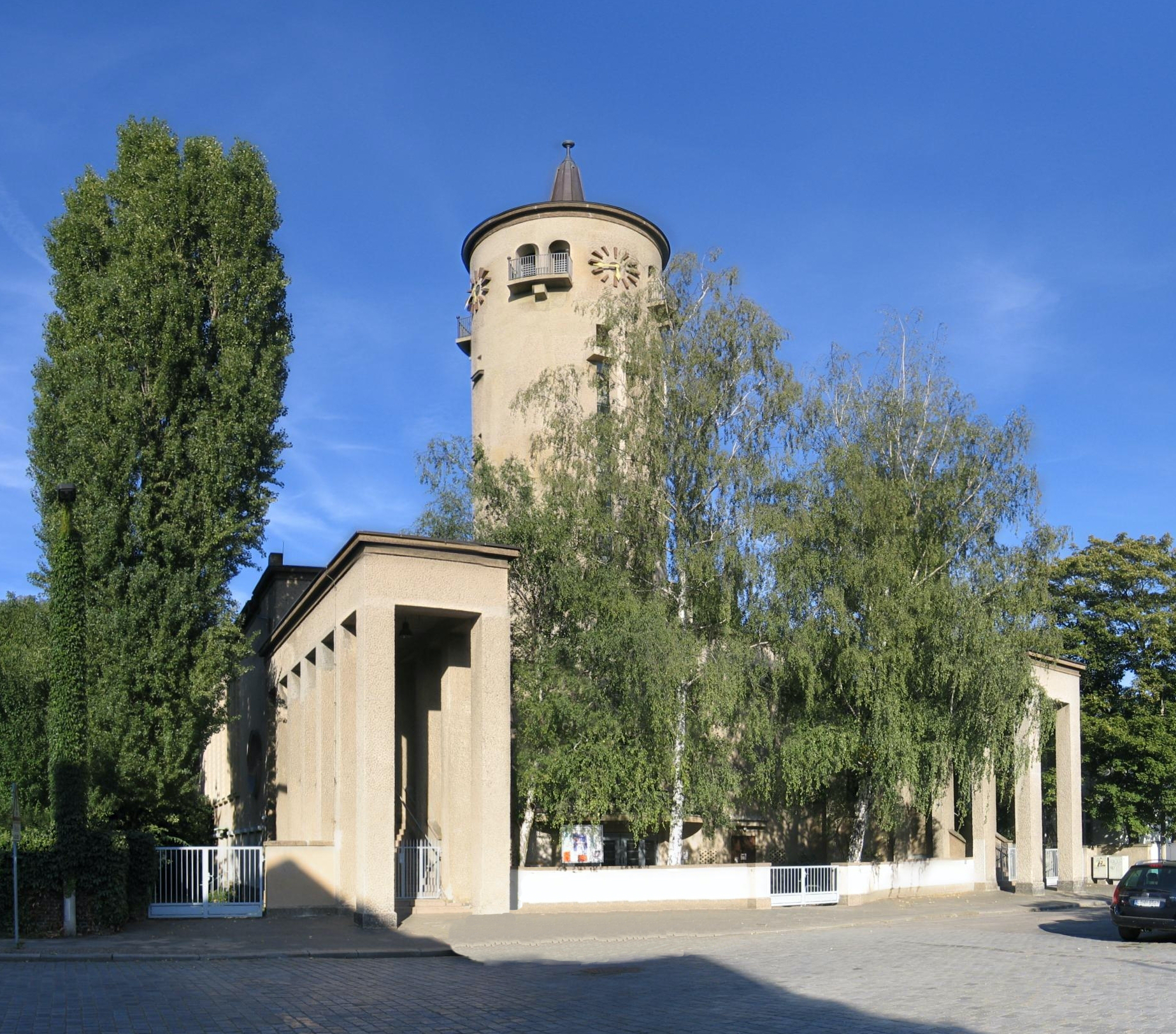
Bethanienkirche in Leipzig

### In anderen Orten
- 2022–2028: Sanierung und Erweiterung Geowissenschaften Universität Heidelberg
- 2022–2028: Erweiterung, Umbau und Sanierung Himbeerpalast FAU Erlangen-Nürnberg
- 2022–2028: Staatliches Berufliches Schulzentrum Freising
- 2022–2026: Dreifachsporthalle Schulzentrum Heilbronner Straße Stuttgart
- 2022–2026: Grundschule Brunecker Straße Nürnberg
- 2021–2025: Innenraumgestaltung Kirche St. Rochus in Düsseldorf-Pempelfort
- 2021–2023: IGS Integrierte Gesamtschule Burgdorf
- 2020–2025: Grund- und Mittelschule mit Sport- und Schwimmhalle, Zielstattstraße München
- 2020–2025: Museum ErlebnisZentrumPerlmutter Adorf/Vogtland
- 2020–2024: „Donau-Tower“ Ingolstadt
- 2019–2023: Stadtfeld Karree Magdeburg
- 2018–2022: Niederlassung Schmitt+Sohn in Karlsbad (CZ)
- 2018–2021: Das neue Schalke – Umbau des gesamten Vereinsgeländes in Gelsenkirchen
- 2018–2025: Grundschule Senftenauerstraße mit Sporthalle und Schwimmhalle in München
- 2016–2025: Deutsche Botschaft in Wien (A)
- 2016–2021: Institutsgebäude C15/C16 Technische Hochschule Mittelhessen Gießen
- 2015–2020: Studierendenzentrum der Hochschule Hannover
- 2014–2021: Sächsisches Krankenhaus Altscherbitz Schkeuditz
- 2014–2020: Hauptverwaltung Stadtwerke Wolfsburg
- 2013–2018: Instituts- und Laborgebäude für die Hochschule Karlsruhe
- 2012–2021: Erweiterungsbauten für die Gemeinschaftsschule auf dem Campus Rütli Berlin-Neukölln
- 2011–2015: Berufs- und Fachoberschule mit Dreifachsporthalle an der Nordhaide München
- 2009–2012: Forschungszentrum Maschinenbau und Informatik Technische Universität Berlin
- 2008–2012: Hotelfachschule Berlin
- 2007–2010: Staatliche Realschule Memmingen
- 2005–2009: Bundeshandelsakademie/Bundeshandelsschule Feldkirch (Österreich)
- 2007–2008: Lehrsammlung Historische Fahrzeuge Westsächsische Hochschule Zwickau
- 2005–2008: Polizeirevier Chemnitz-Süd

## Auszeichnungen (Auswahl)
- 2022: best architects 23
- 2022: BDA-Architekturpreis Nike 2022, Nike für Komposition (Shortlist)
- 2021: BDA-Preis Sachsen 2021
- 2021: Architekturpreis der Stadt Leipzig 2021
- 2021: best architects 22
- 2021: DAM Preis 2022, Nominierung
- 2021: BDA Regionalpreis Niederbayern Oberpfalz, Lobende Erwähnung
- 2020: Hugo-Häring-Auszeichnung 2020 der BDA Kreisgruppe Stuttgart/Mittlerer Neckar
- 2020: best architects 21
- 2019: Heinze ArchitektenAWARD 2019, Shortlist
- 2019: best architects 20
- 2018: Bau des Jahres ´18 bei german architects
- 2018: Großer DAI Preis für Baukultur des Verbandes Deutscher Architekten- und Ingenieurvereine[1]
- 2016: Preis für das weltbeste Gebäude des Jahres des World Architecture Festivals in der Kategorie Religion – Completed Buildings für die Katholische Propsteikirche St. Trinitatis in Leipzig
- 2016: best architects 17
- 2016: International Prize for Sacred Architecture 2016, 3. Preis
- 2016: ICONIC Awards 2016, Winner
- 2016: BDA-Architekturpreis Nike 2016, Nike für Symbolik
- 2016: RIBA Awards for International Excellence 2016, Selection
- 2016: Europäischer Balthasar Neumann Preis 2016
- 2016: S.ARCH Award 2016, Special Mention
- 2016: BDA-Preis Sachsen 2016
- 2015: Fritz-Bender-Baupreis 2015, Sonderpreis
- 2015: Architekturpreis der Stadt Leipzig
- 2015: Leipziger Immobilienpreis 2015, Neubau
- 2015: best architects 16
- 2013: Deutscher Architekturpreis 2013, Engere Wahl
- 2013: BDA-Preis Sachsen 2013, Anerkennung
- 2012: Erlweinpreis 2012, Besondere Anerkennung
- 2012: best architects 13, Gold
- 2012: Auswahl für den Deutschen Beitrag zur 13. Architekturbiennale Venedig
- 2012: Auszeichnung Guter Bauten Franken, Anerkennung
- 2012: AIT-Award 2012, Sports and leisure, Nomination and 1st Prize
- 2011: best architects 12
- 2011: Europäischer Architektur-Preis 2011 Energie + Architektur, Anerkennung
- 2011: competitionline Büro-Ranking 2010, 2. Rang
- 2010: Preis der Europäischen Union für zeitgenössische Architektur 2011, Nominierung
- 2010: BDA-Preis Sachsen, Anerkennung
- 2009: best architects 10
- 2009: Architekturpreis der Stadt Leipzig, Anerkennung
- 2009: Preis des Architekturforums Zwickau
- 2009: Deutscher Fassadenpreis für vorgehängte hinterlüftete Fassaden
- 2008: best architects 09
- 2007: best architects 08
- 2007: Architekturpreis der Stadt Leipzig
- 2007: Deutscher Architekturpreis, Anerkennung
- 2007: Shortlist BDA-Preis Große Nike
- 2007: BDA-Preis Sachsen
- 2004: DEUBAU-Preis für junge Architekten, Anerkennung
- 2003: Architekturpreis der Stadt Leipzig, Anerkennung
- 2001: Sächsischer Umweltpreis für Solares Bauen, 1. Preis
- 2001: Sächsischer Staatspreis für Architektur und Bauwesen, Anerkennung
- 1999: Hieronymus-Lotter-Preis der Kulturstiftung Leipzig, Anerkennung